# 惡靈古堡 保護傘編年史
《生化危機 保護傘編年史》（中国大陆又译作）是卡普空制作发行的轨道射击游戏，最早於2007年11月15日在Wii平台發售。2012年，本作和其续作《生化危機 黑暗面編年史》的高清化合集《生化危机编年史 HD合集》在PlayStation 3推出。

## 玩法
遊戲是以第一身視點遊玩，與以前不同的是本作將擺脫複雜的移動模式，以自動化降低操作門檻，而遊戲更加強水平視點的恐懼、讓玩家更專心的欣賞演出劇情、遊玩射擊要素。本作可以按照生化危機系列不同作品的情節分開選擇遊玩，玩家根據自己的喜好選擇不同章節遊玩。玩家在不同的章節會控制不同的主角，例如選擇「黃道特急事件」就會控制瑞貝卡·錢伯斯（Rebecca Chambers）及比利·柯恩（Billy Coen），選擇「洋館事件發生」則會控制吉兒·范倫廷（Jill Valentine）及克里斯·雷德菲爾（Chris Redfield）等。《生化危機 保護傘編年史》一些章節可以由兩位玩家一起遊玩，未達兩人時，另一方由電腦替代。血量在兩人狀況下，是共通使用的。

## 故事
《生化危機 保護傘編年史》將會以以下故事為基礎：《生化危機系列》的歷史劇情和安布雷拉編年史原創劇情。
「生化危機系列歷史劇情」
《生化危機0》的內容，故事發生於1998年7月，女主角瑞貝卡·錢伯斯（Rebecca Chambers）是「S.T.A.R.S.」B隊（Bravo）成員，前往調查有關洋館命案。其間發現一間在森林停駛的列車，遇上了男主角比利·柯恩（Billy Coen），並且發現一名神秘男子。
《生化危機》的內容，故事發生於1998年7月，女主角吉兒·范倫廷（Jill Valentine）及克里斯·雷德菲爾（Chris Redfield）同屬「S.T.A.R.S.」A隊（Alpha）成員，前往洋館調查有關B隊失蹤。
《生化危机3：复仇女神》的內容，故事發生於1998年9月，女主角吉兒·范倫廷（Jill Valentine）離開了「S.T.A.R.S.」，獨自調查有關保護傘公司的一切，巧遇屬於UBCS的男主角卡洛斯·奧利維拉（Carlos Oliveira），同時受到生物武器追跡者（Nemesis）追殺。
「保護傘編年史原創劇情」
艾達·王篇，補充由生化危機2艾達·王與里昂離別之後，自行逃出浣熊市和與亞伯·威斯卡合作的經過。
亞伯·威斯卡篇，補充由生化危機1之中，亞伯·威斯卡在被暴君刺穿之後復活並由洋館逃出的經過。
保護傘公司崩壞篇，故事發生於2003年，女主角吉兒·范倫廷（Jill Valentine）及克里斯·雷德菲爾（Chris Redfield）前往安布雷拉公司的俄羅斯總部並且摧毀總部。亞伯·威斯卡（Albert Wesker）在附加關卡中會有他將安布雷拉公司的資料盜走並創立威斯卡組織的劇情。

### 登場角色
亞伯·威斯卡（Albert Wesker）
威斯卡曾經多次在過往的作品登場，在《生化危機 保護傘編年史》內將會作為核心人物帶出保護傘公司的一切。「洋館事件」、「轉生」、「闇之繼承者」等關卡登場。
克里斯·雷德菲爾（Chris Redfield）
克里斯曾經於《生化危機》以及《生化危機 聖女密碼》出現，於《生化危機 保護傘編年史》中「洋館事件發生」、「保護傘公司崩壞」章節中再次登場。
吉兒·范倫廷（Jill Valentine）
吉兒曾經於《生化危機》以及《生化危机3：复仇女神》出現，於《生化危機 保護傘編年史》中「洋館事件發生」、「保護傘公司崩壞」以及「浣熊市壞滅」章節中再次登場。
卡洛斯·奧利維拉（Carlos Oliveira）
卡洛斯曾經於《生化危机3：复仇女神》出現，於《生化危機 保護傘編年史》中「浣熊市壞滅」章節中再次登場。
瑞貝卡·錢伯斯（Rebecca Chambers）
蕾貝卡曾經於《生化危機0》以及《生化危機》出現，於《生化危機 保護傘編年史》中「黃道特急事件」、「惡夢」、「洋館事件」章節中再次登場。
比利·柯恩（Billy Coen）
比利曾經於《生化危機0》出現，於《生化危機 保護傘編年史》中「黃道特急事件」章節中再次登場。
謝爾蓋·弗拉迪米爾（Sergei Vladimir）
謝爾蓋大佐是前蘇聯時代的大佐，蘇聯解體後他進入保護傘公司並擔任幹部，參與設立公司的私人部隊——U.B.C.S.。謝爾蓋喜歡收集武器，經常隨身攜帶老毛瑟手槍。於「闇之繼承者」登場。
另外，艾達·王（Ada Wong）與漢克（Hunk）也將在隱藏關卡（「艾達的瀕死」、「第4個生存者」）擔任遊玩角色。

## 開發
《生化危機 保護傘編年史》由曾經在《生化危機4》（PlayStation 2版本）負責移植工作的川田將央構思，並且他會擔任此遊戲的遊戲製作人。本作最早在2006年發表，卡普空公司表示這是一款任天堂獨佔的遊戲。川田將央的構思是利用Wii遙控器的特徵，製作一款第一人稱視點的遊戲，並且以《生化危機0》至《生化危機4》之間以及外傳《生化危機 聖女密碼》的故事作為藍本。《安布雷拉編年史》借調了很多原先正在開發《生化危機5》的工作人員，而卡普空旗下的四葉草工作室亦加入開發工作，不久之後便宣佈《生化危機：聖女密碼》變成不會提及在遊戲之內。
2007年E3電玩展中，任天堂以《保護傘編年史》試玩版展示Wii的最新官方周邊產品「Wii Zapper」。其後卡普空定出遊戲將會於2007年11月15日發售。在遊戲發售前兩個月，卡普空表示《生化危機2》將會同時不會被提及，《生化危機 安布雷拉編年史》會以以下故事為基礎：《生化危機0》的「黃道特急事件」、《生化危機》的「洋館事件」以及《生化危機3 最終逃脫》的「浣熊市壞滅」，並且新增「保護傘公司崩壞」章節。除了以往系列作中出現的場景，《生化危機 保護傘編年史》將會有主角從未到達過的地方登場。

## 外部連結
- （日語）《生化危機 保護傘編年史》日本官方網站 （页面存档备份，存于）